# Asociace turistických oddílů mládeže
Asociace turistických oddílů mládeže (A-TOM, Asociace TOM) je spolek dětí a mládeže na území České republiky. Členové spolku jsou tomíci, sdružují se v jednotlivých turistických oddílech mládeže (TOM). V roce 2021 bylo v asociaci registrováno ve 240 oddílech 9 898 dětí a mládeže (stav k 31. prosinci 2021).

## Zaměření, náplň činnosti
Oddíly TOM jsou zaměřeny na turistiku a táboření. Mají své pravidelné oddílové schůzky, pořádají výlety a expedice, letní i zimní tábory. V roce 2021 spolek uspořádal přibližně 125 letních táborů pro více než 4 200 dětí, přičemž tento údaj se týká pouze táborů dotovaných. Byly mezi nimi i tábory zahraniční, vodácké i cyklotábory.
Oddíly TOM se pravidelně účastní postupových turistických závodů. V Litoměřicích každý rok druhou květnovou sobotu probíhá tradiční soutěž Železný tomík, trojboj v jízdě na kánoi, na kole a v běhu.

## Organizační struktura
Hlavním orgánem asociace TOM je sněm, který volí 9členné předsednictvo a 4člennou revizní komisi. Na sněmu v roce 2022 byl předsedou zvolen Tomáš Novotný, místopředsedou Zdeněk Rolinc. Ústředí asociace sídlí v Roztokách u Prahy, v Palackého ulici č.p. 325. Na ústředí pracuje celkem 8 zaměstnanců (3 zaměstnanci pracují na plné pracovní úvazky), ústředí řídí předseda spolku.

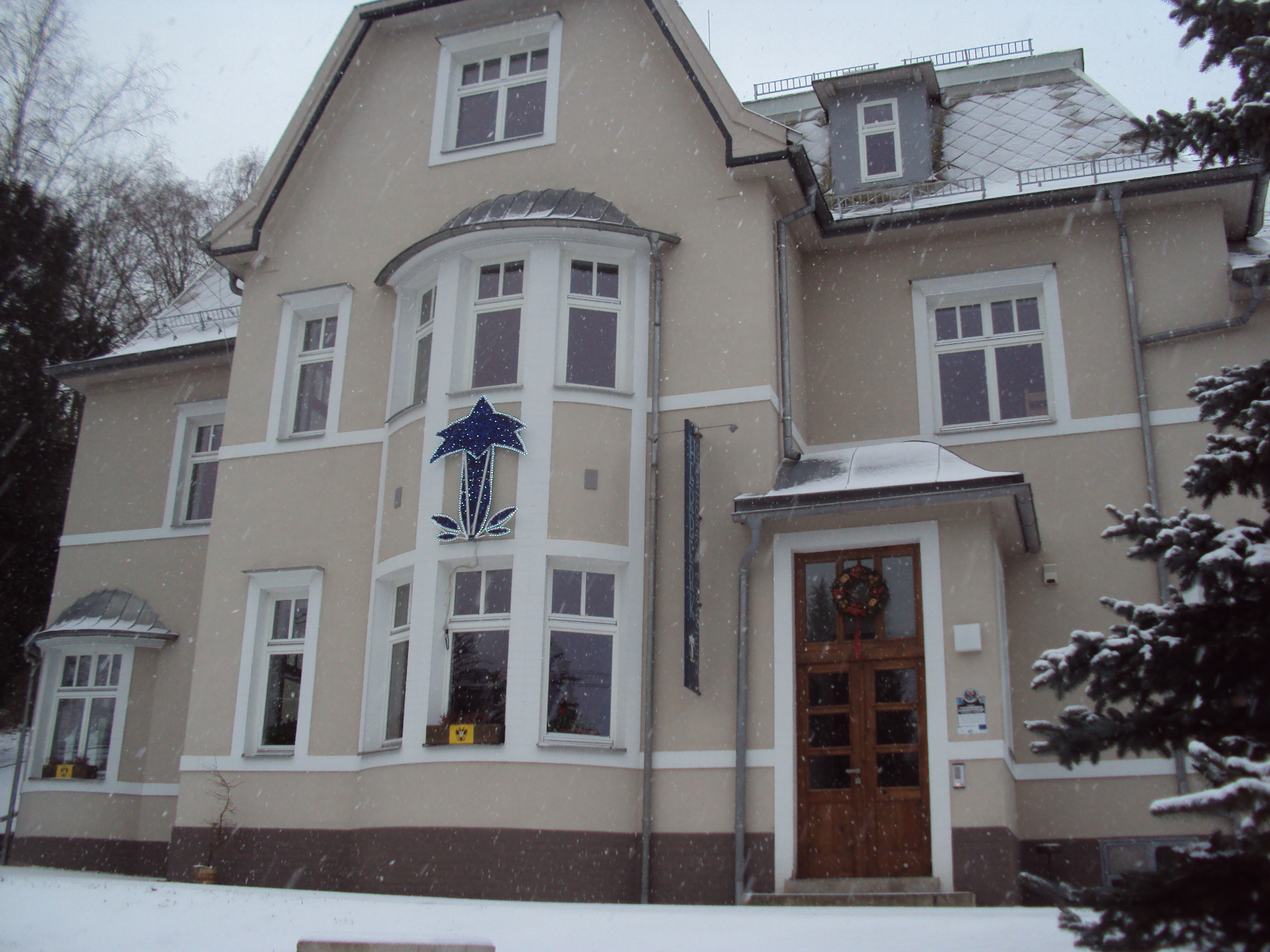
Základna Herberk ve Sloupu v Čechách

Oddíly fungují ve 14 krajích. Mají přidělena svá tří až pětimístná identifikační čísla a volí si jména, např. TOM 4312 Třicítka a Dvojka. Podle stanov platných od 25. ledna 2015 jsou názvy podrobnější, např. Asociace TOM ČR – TOM 4312, Chlapecká Třicítka a Dívčí Dvojka.

### Příklady pojmenování
- TOM 1007 Chippewa (Česká Lípa)
- TOM 2101 Zálesák (Tanvald)
- TOM 19208 Kadet (Červený Kostelec)
- TOM 3511 Vltavský paprsek (Kralupy nad Vltavou)
- TOM 21009 Poutníci (Praha 10)

## Spolupráce
Asociace TOM je členem České rady dětí a mládeže, která byla založena roku 1998. Tomíci patří mezi zakládající spolky ČRDM. Do roku 2016 Asociace TOM úzce spolupracovala s historickou organizací Klub českých turistů, kdy každý člen Asociace TOM byl zároveň členem Klubu českých turistů. Tato úzká spolupráce skončila v roce 2017. Od tohoto roku je členství v Klubu českých turistů dobrovolné a není vázáno na členství v Asociaci TOM. Blízké vztahy mají tomíci se skauty a woodcraftery.

## Základny tomíků
Spolek má ve své správě nebo si pronajímá 17 turistických základen po celé republice, které využívají především turistické oddíly. Objekty může využívat i veřejnost. Funkci mezinárodní základny má Herberk ve Sloupu v Čechách. Z Fondu dětí a mládeže získala Asociace TOM v roce 2008 Oparenský mlýn v Opárenském údolí na severu Čech, z fondů Evropské unie finanční prostředky k jeho renovaci a 11. června 2011 byl objekt za účasti mnoha významných hostů předán tomíkům do užívání.
Většina oddílů má vlastní klubovny, základny či tábořiště.

## Zajímavé akce
- V červnu 2016 asociace oslavila své 25. narozeniny na parníku Vltava.[4]
- Významná část oddílů se účastní každoročních turistických závodů.
- Členové Asociace TOM se pravidelně setkávají na letních srazech.
- V roce 2018 úspěšně odstartoval první ročník mezioddílové soutěže Hořcová výzva, druhý proběhl v roce 2020.
- V roce 2019 úspěšně odstartoval první ročník festivalu pro starší tomíky a jejich vedoucí FUNTOM, druhý ročník proběhl v roce 2022.
- Tomíci se pravidelně setkávají na tradiční soutěži ve vázání uzlů Uzlařská regata.
- Českolipští tomíci TOM Chippewa pořádají divadelní festival Cimrman by se divil.
- Členové oddílů se napříč republikou zapojují do charitativních akcí Nadačního fondu Českého rozhlasu Světluška. Jedná se o akce V září světluška září a Noční běh pro Světlušku.
- Pro dorůstající instruktory budoucí vedoucí pořádá ústředí Asociace TOM letní táborové školy – v Čechách a na Moravě.
- V květnu pořádá TOM Delfín ve spolupráci s ústředím Asociace TOM sportovní trojboj Železný tomík – klání v jízdě na kole, na kanoi a v běhu.

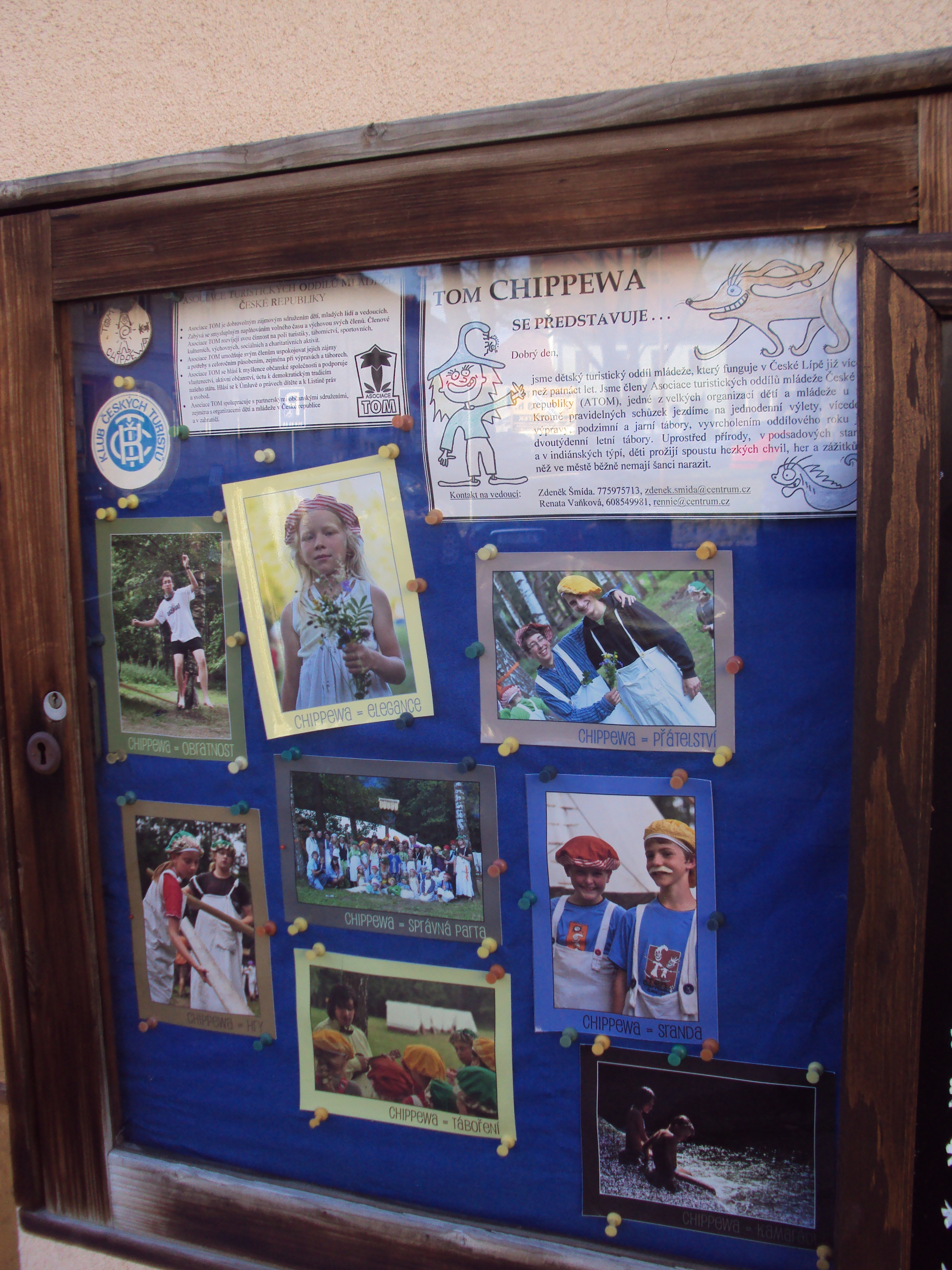
Vývěska tomíků v České Lípě, Škroupovo náměstí